# La Neuville-Vault
La Neuville-Vault (picardisch: L’Neuville-Weu) ist eine französische Gemeinde mit 208 Einwohnern (Stand 1. Januar 2022) im Département Oise in der Region Hauts-de-France. Die Gemeinde liegt im Arrondissement Beauvais und ist Teil der Communauté de communes de la Picardie Verte und des Kantons Grandvilliers.

## Geographie
Die Gemeinde mit den Weilern Le Manoir und Le Vault liegt südwestlich von Milly-sur-Thérain abseits wichtigerer Straßen.

## Einwohner
| 1962 | 1968 | 1975 | 1982 | 1990 | 1999 | 2006 | 2011 |
| ---- | ---- | ---- | ---- | ---- | ---- | ---- | ---- |
| 56   | 60   | 73   | 71   | 108  | 137  | 149  | 170  |

## Verwaltung
Bürgermeister (maire) ist seit 2008 Thierry Gilles.

## Sehenswürdigkeiten
- Kirche St-Thomas-de-Cantorbéry[1] (siehe auch: Liste der Monuments historiques in La Neuville-Vault)

## Persönlichkeiten
- Philéas Lebesgue, französischer Romancier und Essayist (1869–1958), hier geboren und verstorben.